# Rue du Coton
La rue du coton  (vietnamien : Hàng Bông) est une rue du district de Hoan Kiem au centre d'Hanoï au Viêt Nam,.

## Présentation
La rue va du carrefour des rues Hàng Bông-Hàng Gai-Hàng Trong-Hàng Hom jusqu'à l'ancienne porte de la ville Cửa Nam (porte sud) avec une longueur d'environ 932 m. 
Hàng Bông était autrefois la rue qui produisait du coton pour fabriquer des vêtements ou des couvertures d'hiver. 
Aujourd'hui, Hàng Bông est l'une des rues les plus fréquentées de Hanoi pour les achats dans les magasins de soie, les magasins de vêtements et les  galeries d'art.

## Galerie

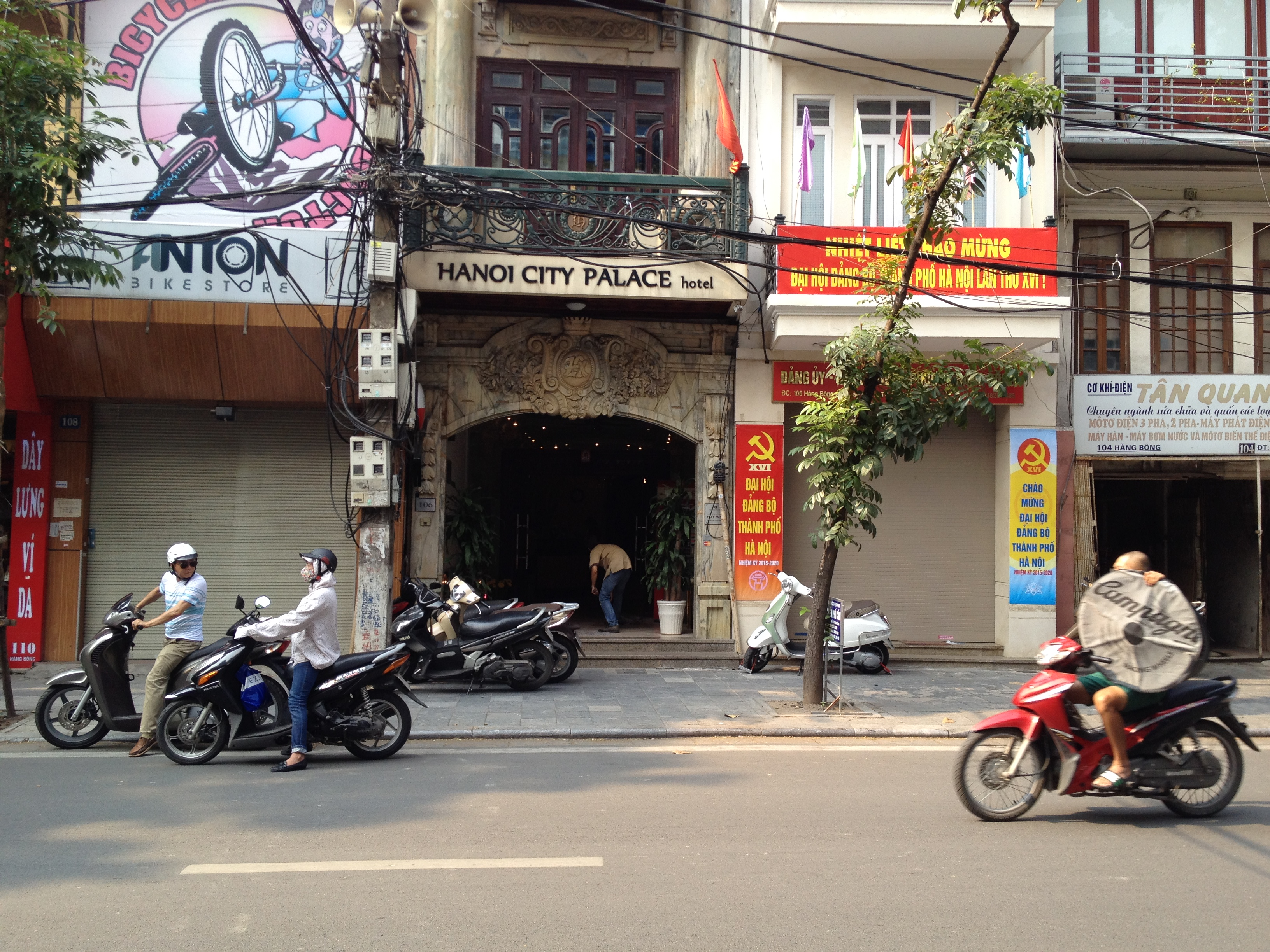
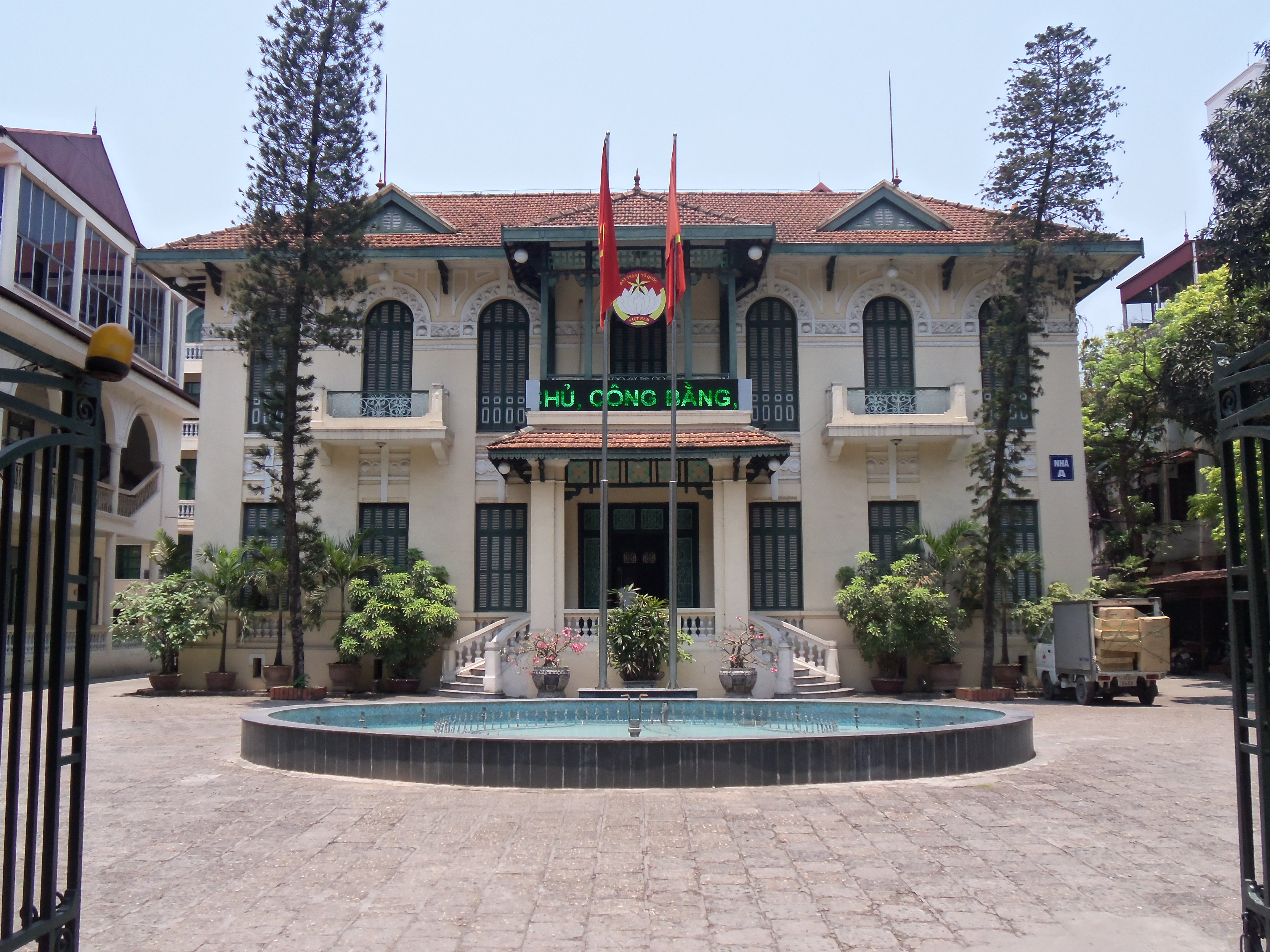
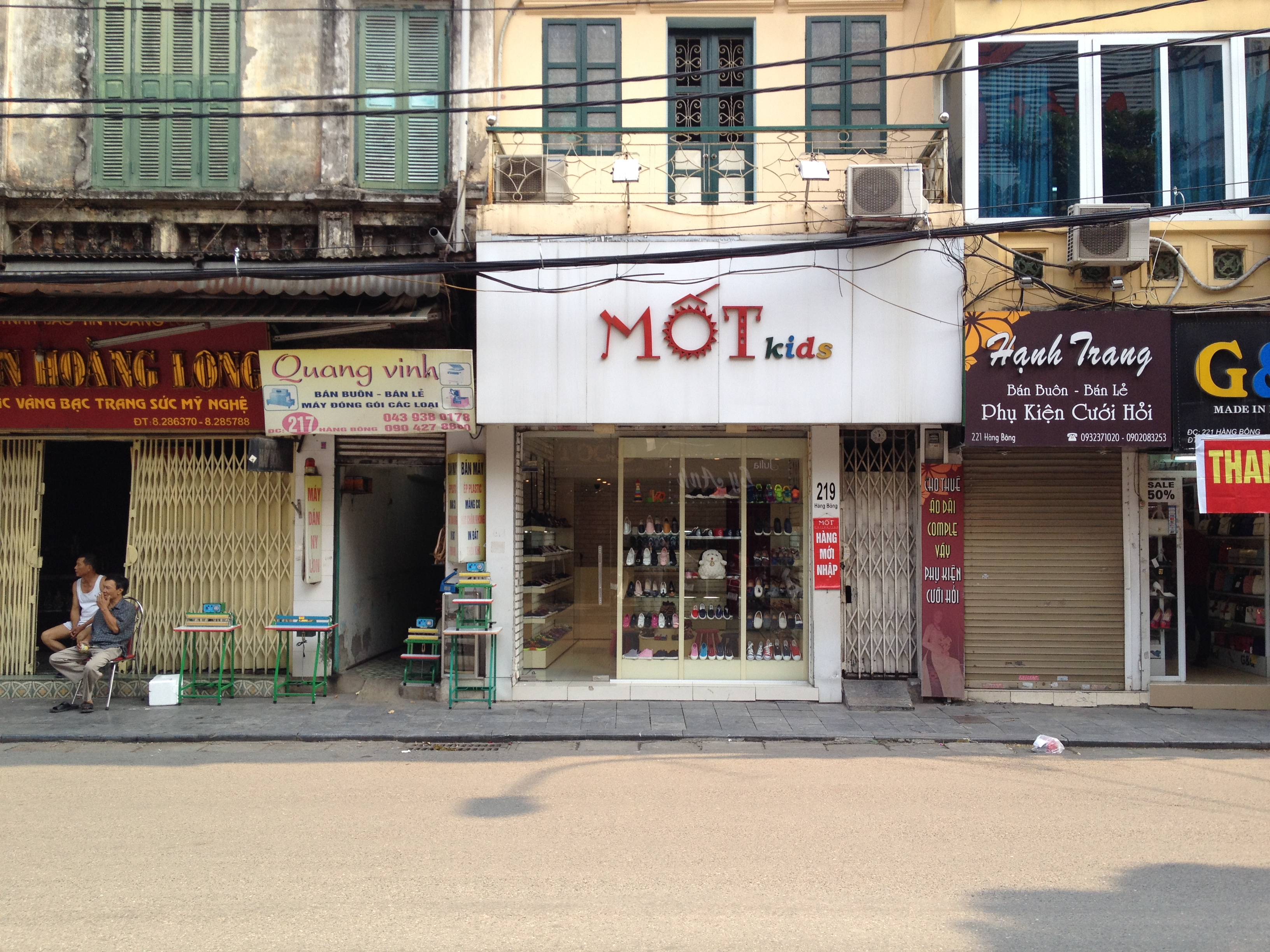
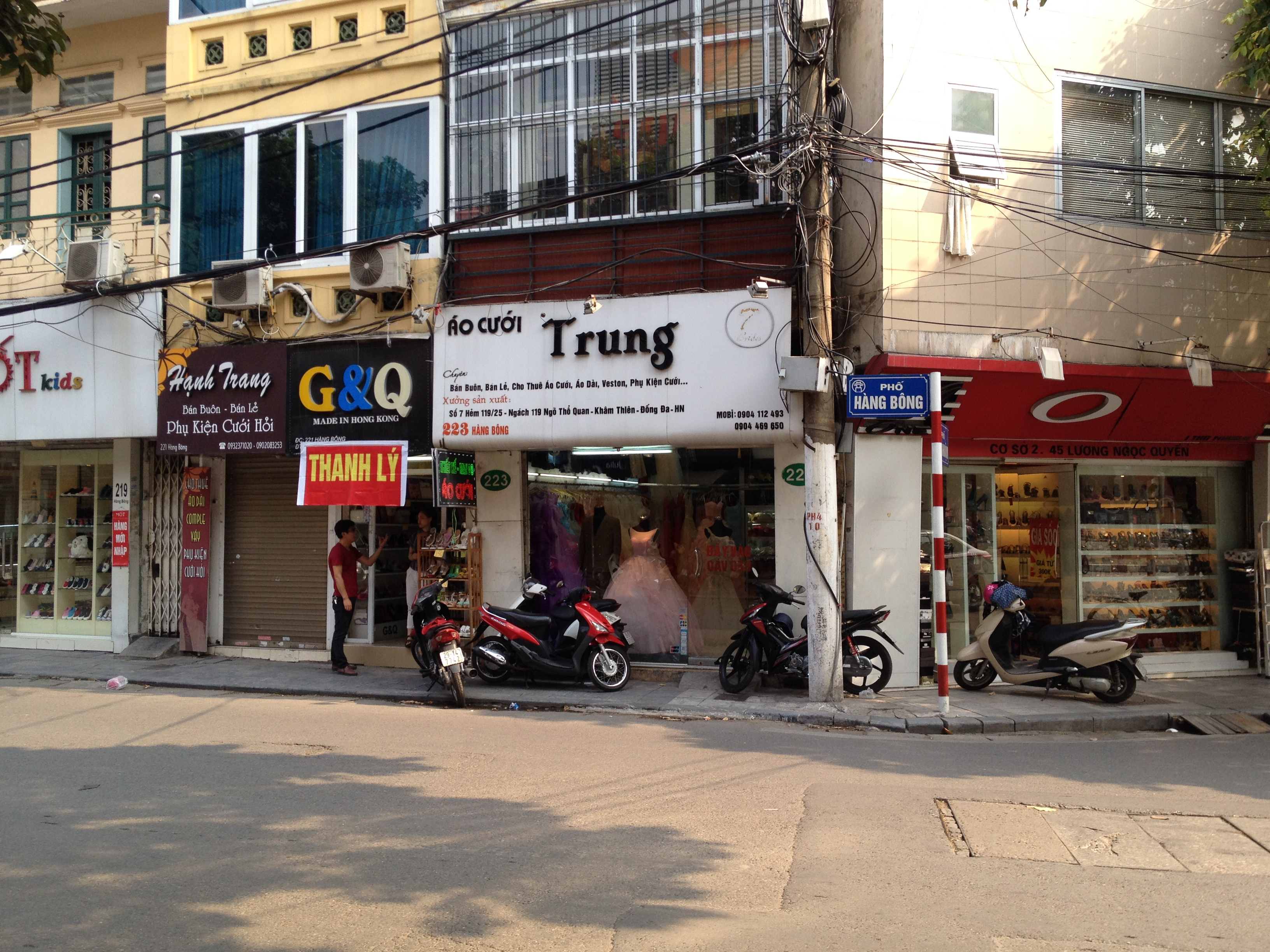
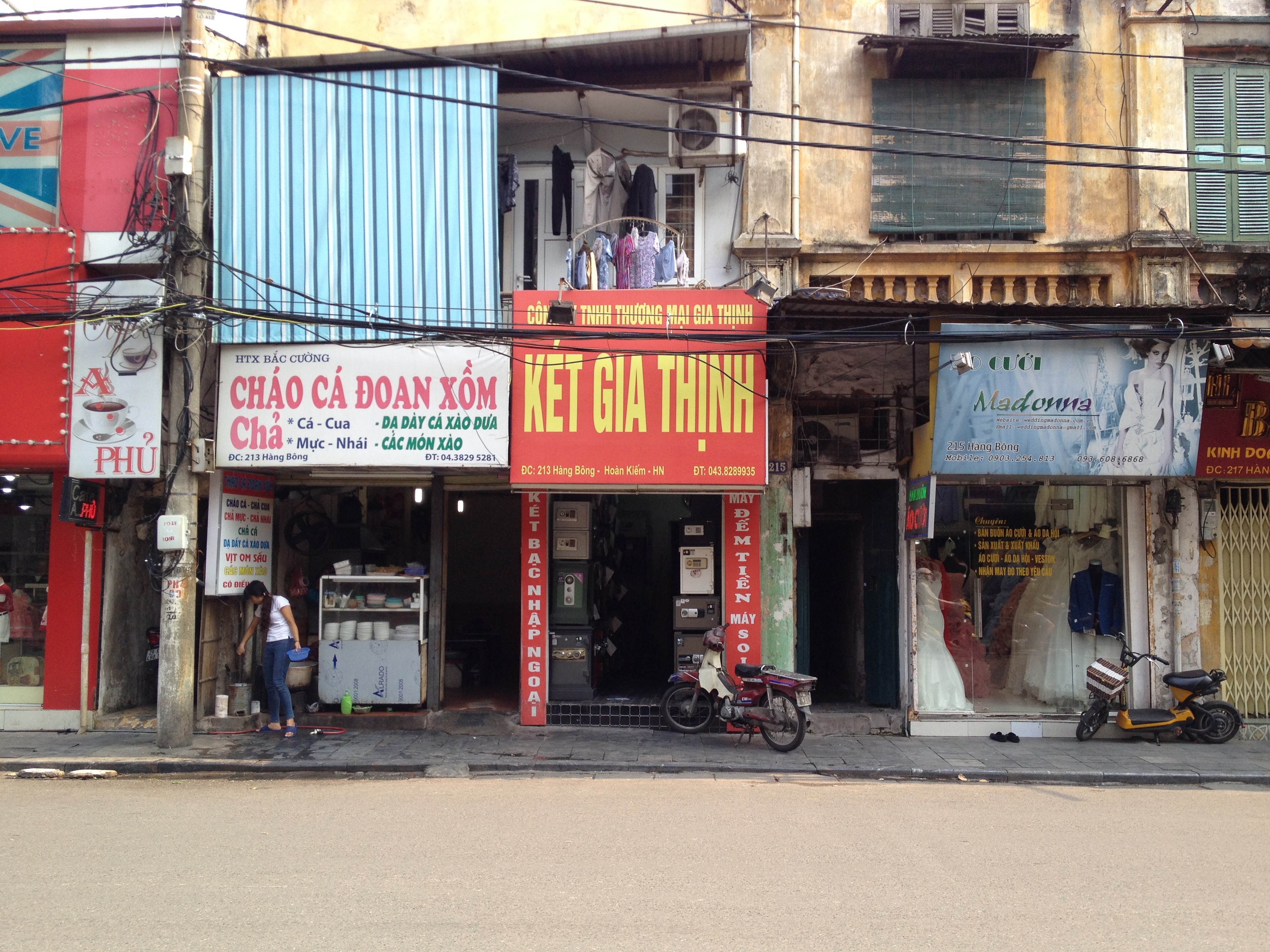
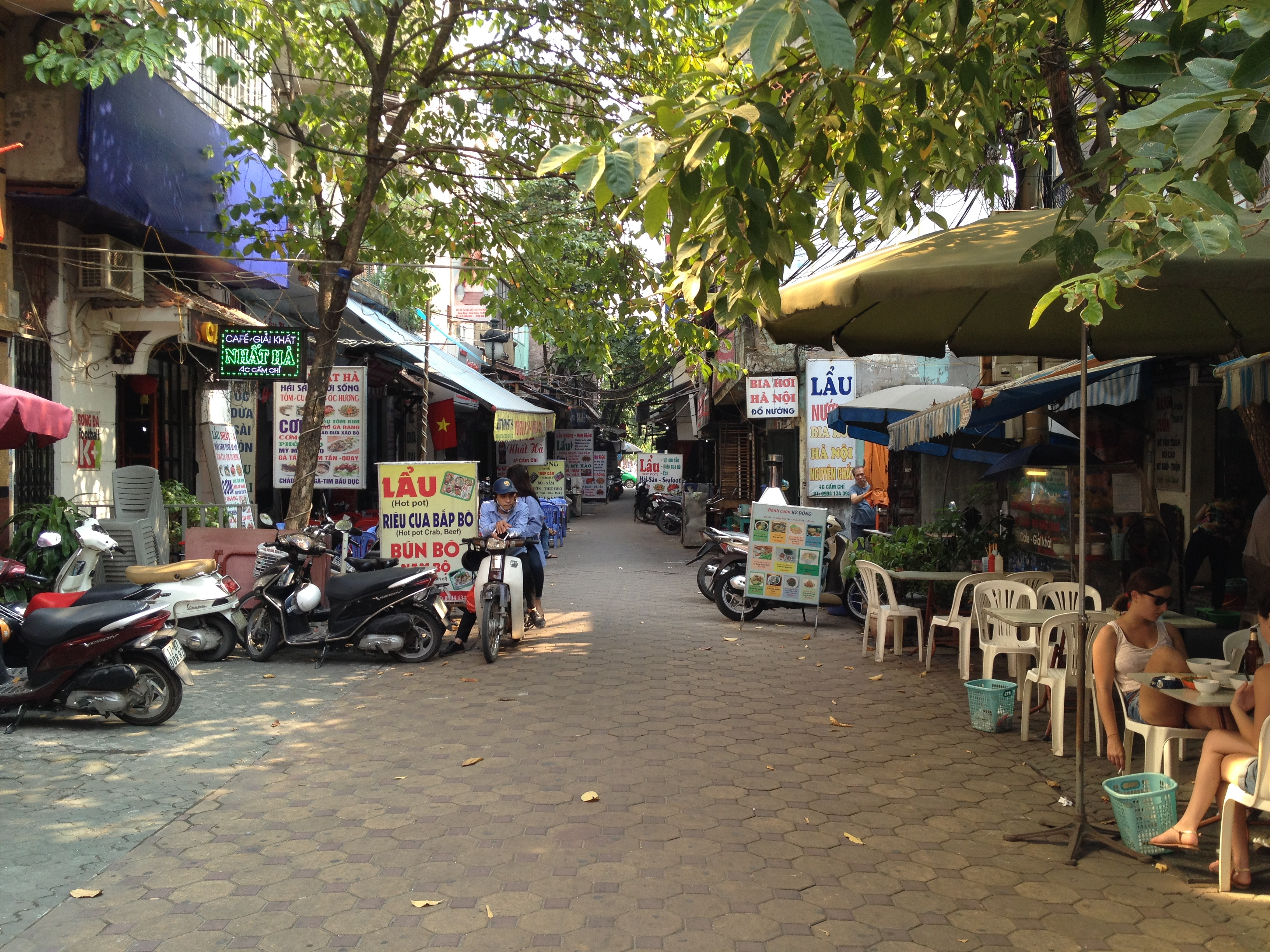
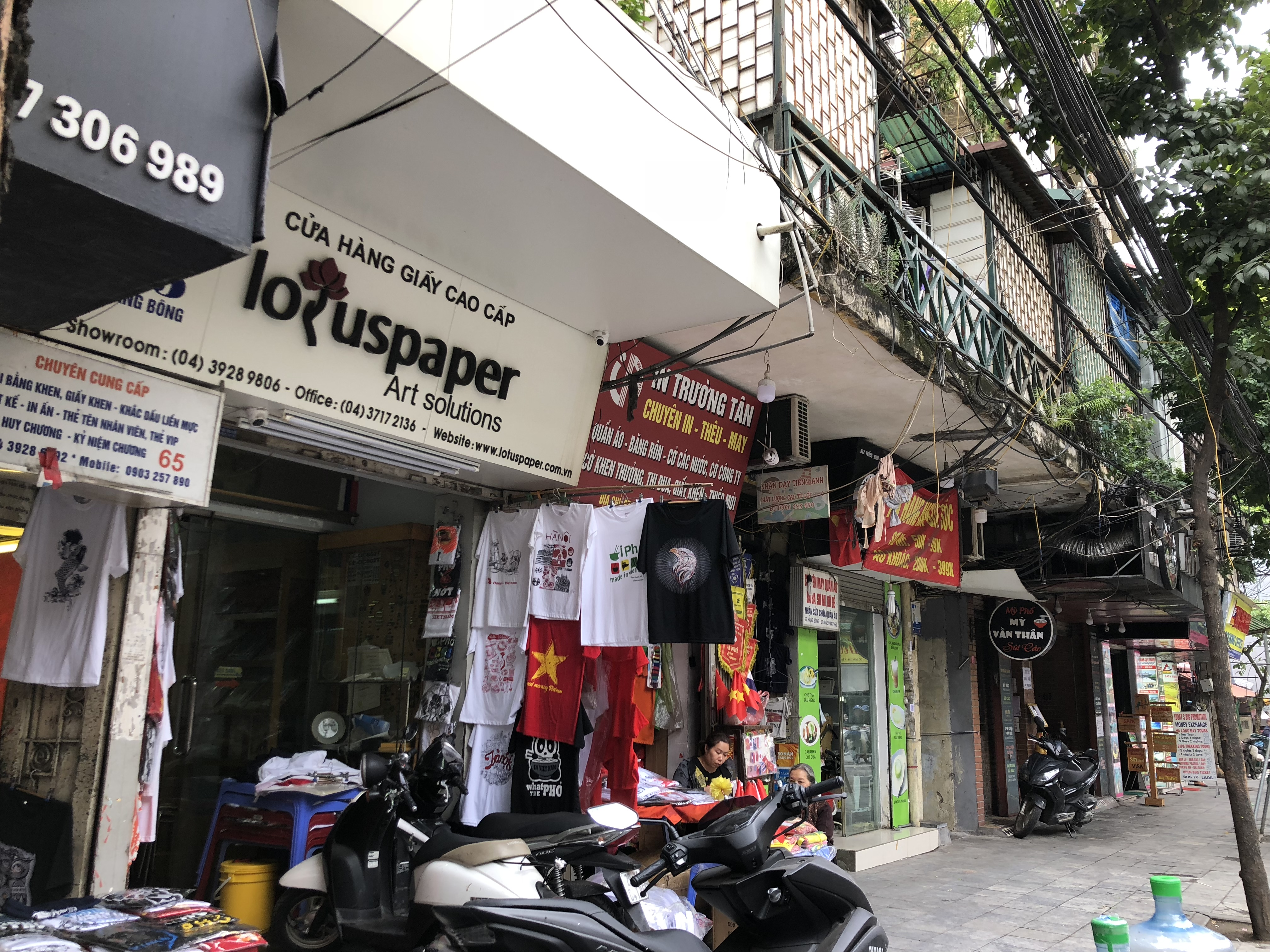